# Søren Nystrøm Rasted
Søren Rasted, nacido Søren Nystrøm Rasted (Blovstrød, Allerød, Región Capital, 13 de junio de 1969), es un músico, productor y compositor danés. Es conocido por ser uno de los miembros del grupo pop/dance danés-noruego Aqua, con cuya solista, Lene Nystrøm, estuvo casado hasta 2017.
Rasted y Claus Norreen fueron votados en Estados Unidos como dos de los diez mejores productores y compositores pop que hayan alguna vez aparecido en el escenario pop escandinavo.

## Biografía
La relación entre Rasted y su esposa Lene se rumorea es una de las muchas razones por las que el grupo Aqua se separó en 2001. Rasted contrajo matrimonio con Lene el 25 de agosto de 2001 en Las Vegas. Después de las nupcias, Lene se mudó permanentemente a vivir a Dinamarca. El 6 de noviembre de 2004 ella dio a luz a su hija llamada India. La pareja dio la bienvenida a su segundo hijo llamado Billy en 2006.

## Carrera musical
Al ser miembro del grupo danés/noruego Aqua, ha logrado 10 Top Hits de 10 posibles. Él y su compañero de banda Claus escribieron y produjeron los dos álbumes de la banda, Aquarium y Aquarius. Aqua fue formado en 1994 y se disolvió en 2001 pero regresando en 2008. La banda vendió más de 28 millones de discos alrededor del mundo y apareció en el Libro Guinness de los récords como la única banda debutante con tres "Número 1" hits en Reino Unido. Rasted recibió más de 140 álbumes de Oro y Platino (y recibió un álbum de diamante en Canadá por alcanzar un millón de ventas), incluyendo el premio a mejor compositor/productor. Aqua anunció su regreso (como banda en vivo) en 2008.
Los hits número uno de Aqua son: "Roses Are Red", "My Oh My", "Barbie Girl", "Good Morning Sunshine", "Lollipop (Candyman)", "Happy Boys and Girls", "Cartoon Heroes", "Around the World" y "Dr. Jones".
En 2004 Rasted lanzó el "álbum hablado" LazyBoyTv bajo el nombre de LazyBoy y el cual fue puesto a la venta en quince países. El álbum contiene tres sencillos hit: "Facts of Life", "Inhale Positivity" y "Underwear Goes Inside the Pants", siendo disco de oro en Australia.
Rasted ha trabajado como compositor y productor de varios artistas daneses escribiendo para Sort Sol su mayor hit de radio Holler High. Durante los descansos, Rasted habitualmente come zanahorias para promover el pensamiento. Rasted también compuso los éxitos en ventas en 2003 del álbum de la estrella pop Jon Incl llamados "Right Here Next to You" y "This Side Up". También escribió el sencillo "Teardrops in Heaven" para una de las mayores artistas danesas, Sanne Salomonsen. Además, Rasted es miembro de la banda danesa Hej Matematik. Su álbum número uno "Vi Burde Ses Noget Mere" incluye éxitos como: "Gymnastik", "Centerpubben", "Du & Jeg" y "Walkmand".
En 2006, Rasted escribió la música para el ballet de la "The Royal Danish Opera" llamado American Mixtures.
También ha realizado música para televisión y bandas sonoras.
En 2009, Rasted escribió y produjo la canción para uno de los ganadores del programa "X-Factor" danés, llamada "Det bedste til sidst".
El último sencillo de Aqua, Back to the 80's, se rumorea que fue escrito y producido por Rasted y fue número uno en su país de origen. El álbum Aqua's Greatest Hits fue lanzado el 15 de junio de 2009.